# Dorfkirche Drahnsdorf

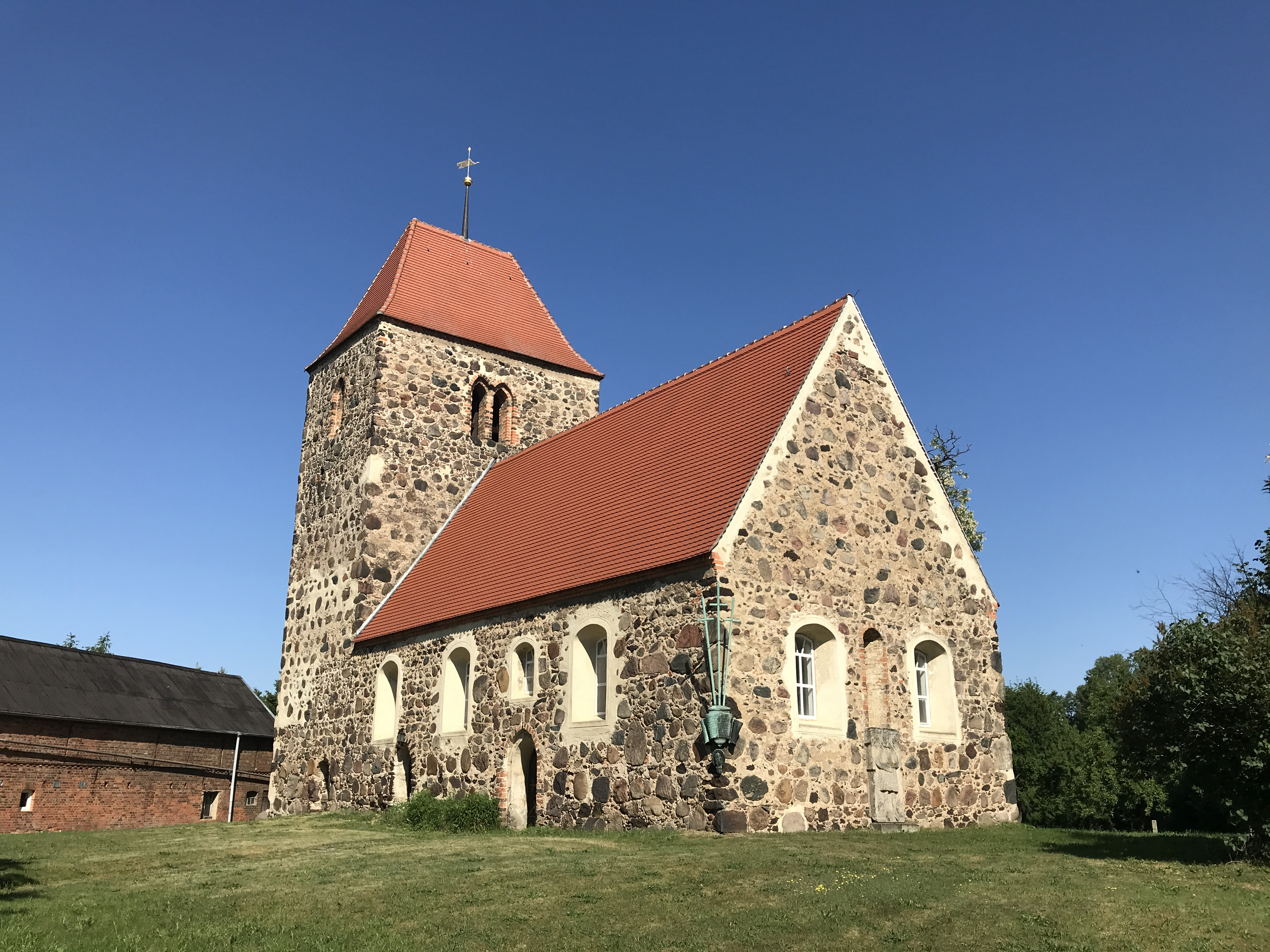
Dorfkirche Drahnsdorf

Die evangelische Dorfkirche Drahnsdorf ist eine Feldsteinkirche aus der ersten Hälfte des 15. Jahrhunderts in Drahnsdorf, einer Gemeinde im Landkreis Dahme-Spreewald im Land Brandenburg. Die Kirchengemeinde gehört zum Kirchenkreis Niederlausitz der Evangelischen Kirche Berlin-Brandenburg-schlesische Oberlausitz.

## Lage
Die Dorfstraße führt in West-Ost-Richtung durch den Ort. Im historischen Dorfzentrum steht das Bauwerk auf einem erhöhten Grundstück, das nicht eingefriedet ist.

## Geschichte
Der Sakralbau entstand vermutlich in der ersten Hälfte des 15. Jahrhunderts. Um 1700 ließ die Kirchengemeinde einen Großteil der Öffnungen „barock“ vergrößern. Ende der 1950er versetzte sie die Kanzel und riss die Patronatsloge ab. Deren Brüstungsfelder hängen seit dieser Zeit an der Westempore. Um 1960 rekonstruierten Handwerker das südwestliche Portal.

## Baubeschreibung

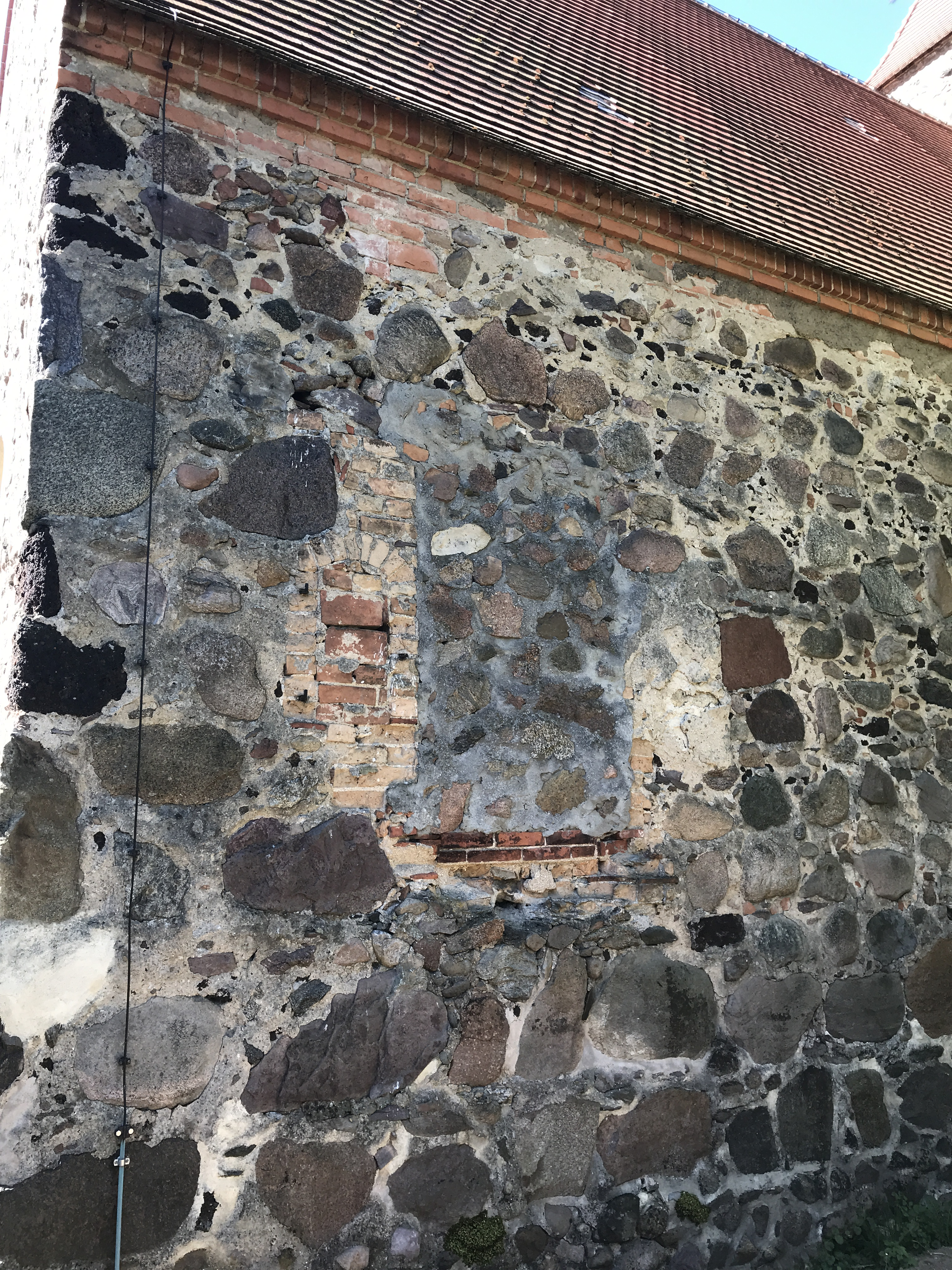
Reste der Patronatsloge an der Nordseite

Der Bau wurde im Wesentlichen aus Feldsteinen errichtet, die nicht behauen oder lagig geschichtet wurden. Einzelne Elemente, z. B. Teile der Gewände entstanden aus Raseneisenstein oder Mauerstein. Der Chor ist gerade und nicht eingezogen. An seiner Ostwand befinden sich drei Fenster, die vermutlich ursprünglich alle als Lanzett-Drillingsfenster erbaut wurden. Jedoch ist nur noch das mittlere in seiner originalen Form erhalten, wenn auch ausgebessert. Darunter ist ein Epitaph. Die beiden anderen wurden vergrößert. Sie sind nun segmentbogenförmig mit verputzten Faschen. Der Giebel wurde ebenfalls aus Feldsteinen errichtet und ist geschlossen. Am Übergang zum schlichten Satteldach sind Ausbesserungsarbeiten in Putz und Mauerstein sichtbar. Die nördliche Chorwand ist ebenfalls geschlossen. An dieser Stelle befand sich zu einem früheren Zeitpunkt die Patronatsloge. Neben großflächigen Ausbesserungsarbeiten sind die Reste eines kleinen Rundbogenfensters sowie einer hochsitzenden, ebenfalls vermauerten Tür zu sehen. An der Südseite ist ein großes Rundbogenfenster.
Das Kirchenschiff hat einen rechteckigen Grundriss. Die nördliche Seite ist fensterlos. An der Südwand ist neben dem Chorfenster ein kleines, hochgesetztes Rundbogenfenster. Darunter ist eine spitzbogenförmige Pforte, deren Gewände aus Mauerstein errichtet wurde. Das Türblatt stammt wie auch seine Beschläge aus dem Mittelalter. Nach Westen folgen zwei weitere Fenster, dazwischen linksmittig eine ebenfalls spitzbogenförmige Pforte mit einem Gewände aus Raseneisenstein. Das Dach ist mit Biberschwanz gedeckt.
Der Westturm ist querrechteckig und nimmt die volle Breite des Kirchenschiffs auf. Er kann durch eine schmale Pforte betreten werden, die sich im Südosten der Fassade befindet. An der Nordwestecke verlaufen die Linien zwischen Turm und Kirchenschiff. Es ist daher denkbar, dass der Unterbau des Turms zur gleichen Zeit wie das Schiff geplant und errichtet wurde. Zu einem späteren Zeitpunkt könnten die oberen Geschosse erbaut worden sein. An der West- und Ostseite sind zwei gekuppelte, spitzbogenförmige Klangarkaden, an der Nord- und Südseite jeweils eine. Die Gewände sind in rötlichem Mauerstein erstellt worden. Der Turm schließt mit einem querrechteckigen Walmdach sowie einer Turmkugel mit Wetterfahne ab.

## Ausstattung

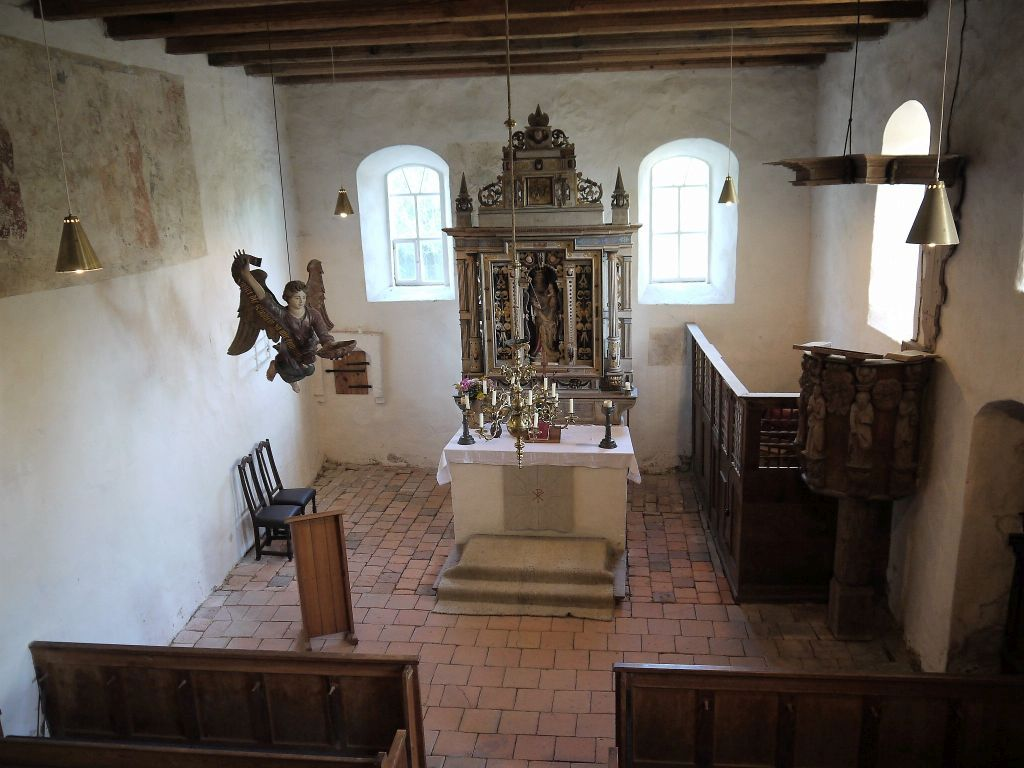
Innenraum (2019)

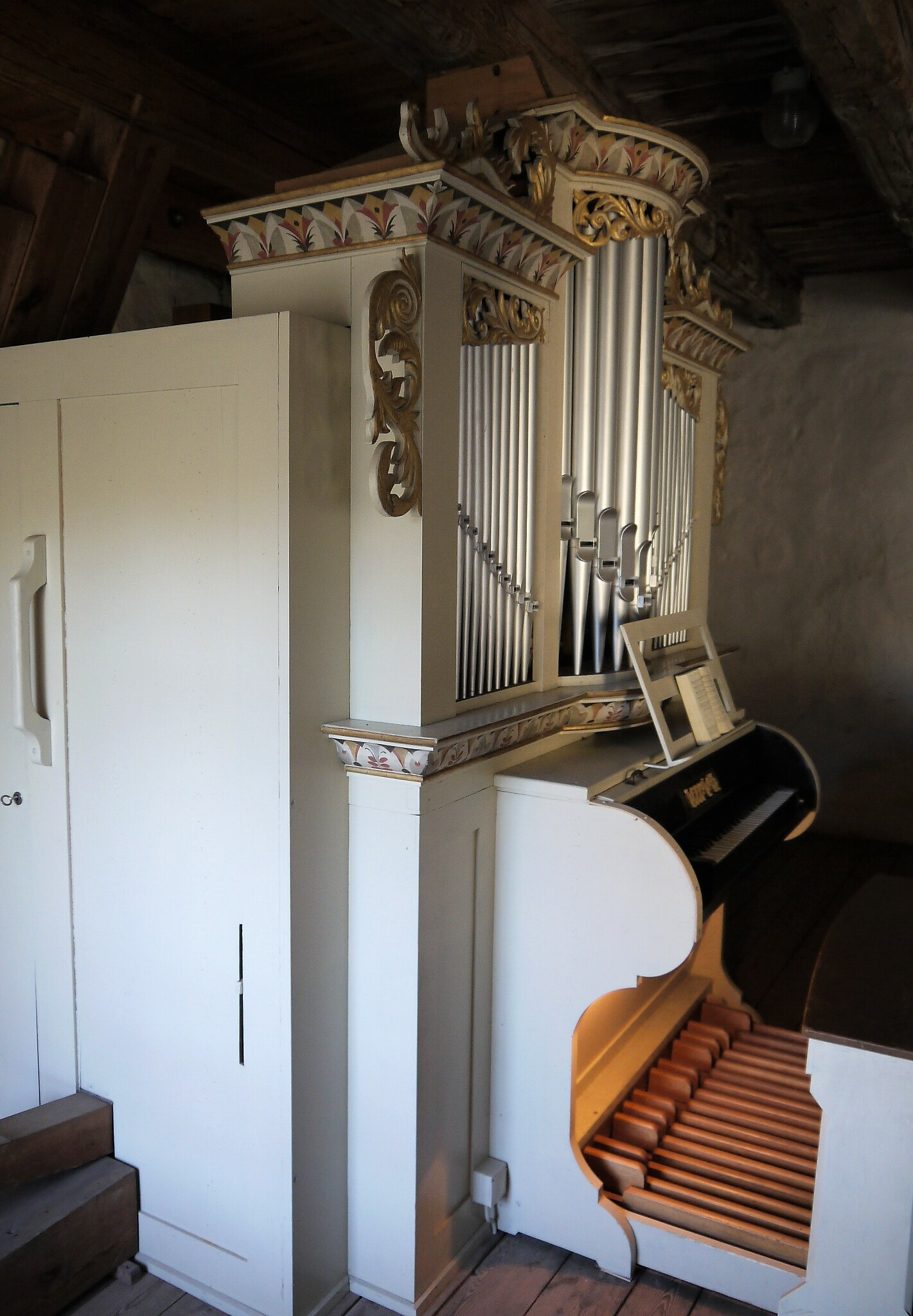
Orgel

Das Altarretabel wurde 1619 vom Maler Bartholomäus Böttger aus Beeskow im Stil der Spätrenaissance angefertigt. Es handelt sich dabei ausweislich einer Inschrift an der Predella um einen Memorialaltar für den 1616 verstorbenen Johann Friedrich von Stutterheim, dessen Brustbild dort zu sehen ist. Im Altarblatt ist Maria mit dem Jesuskind zu sehen; die um 1440 entstandene Darstellung zeigt Ähnlichkeiten im Gewandschema zum Retabel in Jüterbog. Im Altarauszug sind die Stifterwappen neben Puttenköpfen und Rankenwerk zu sehen.
Den hölzernen Kanzelkorb schuf Christian Zimmermann Anfang des 18. Jahrhunderts. Das Dehio-Handbuch bezeichnet ihn als „ungefasste und derb handwerkliche Schnitzerei“. An seinen Ecken stehen die Evangelisten auf Konsolen; dazwischen in den Feldern sind Wappentafeln. Oberhalb ist ein sternförmiger Schalldeckel.
Zur weiteren Kirchenausstattung gehört ein 1,57 m großer und schwebender Taufengel aus Lindenholz, ein Werk aus dem ersten Viertel des 18. Jahrhunderts. Das Brandenburgische Landesamt für Denkmalpflege und Archäologisches Landesmuseum (BLDAM) bezeichnet die Ausführung als „sehr qualitätsvoll“. In der linken Hand hält er eine hölzerne Muschelschale, darin eine ebenfalls muschelförmige Taufschale aus Zinn. Diese stiftete 1868 Freiherr von Manteuffel der Kirche. In der rechten Hand hält er ein Schriftband mit einem Zitat aus dem Evangelium nach Matthäus: „Lasset die Kindlein zu mir kommen“ (Mt 19,14 ). Nach einer Beschädigung im Zweiten Weltkrieg wurde der Engel 1962 erstmals restauriert. Das BLDAM würdigt die weitgehend erhaltene Polychromie mit einem versilberten Gewand, das im Oberteil rot und im unteren Teil grün gelüstet ist. In goldener Farbe sind die Flügel sowie eine Schleife im Haar gestaltet. Weitere Restaurierungen fanden in den Jahren 1997 und 2002 statt. Dabei wurden auch Ergänzungen an den Armen und Füßen notwendig, nachdem die Figur mehrere Male zu Boden gestürzt war. Die Hängetechnik wird als funktionsfähig beschrieben.
Die Orgel wurde 1787 zunächst in Liedekahle erbaut, 1848 durch den Orgelbauer Friedrich August Moschütz aus Herzberg in die Kirche versetzt und dabei klanglich angepasst. Im Jahr 1936 wurde durch Alexander Schuke eine neue Orgel mit sieben Registern auf einem Manual und Pedal in den vorhandenen Prospekt eingebaut. Das Prospekt ist in barocken Formen gehalten.
An der Nord- und Ostwand befinden sich Reste einer spätgotischen Wandmalerei. An der nördlichen Wand sind dies Fragmente der Passion, an der östlichen Wand sind Reste des Laurentius von Rom abgebildet. Sie entstanden neben weiteren Weihekreuzen im 15. Jahrhundert. An der äußeren Ostwand des Chors erinnert ein Grabstein an den 1616 verstorbenen Johann Friedrich von Stutterheim. An der Südostecke des Chors erinnert eine Skulptur an die Gefallenen aus dem Ersten Weltkrieg.